# Сартаково (Коченевський район)
Сартаково (рос. Сартаково) — село у Коченевському районі Новосибірської області Російської Федерації.
Входить до складу муніципального утворення Ліснополянська сільрада. Населення становить 102 особи (2010).

## Історія
Згідно із законом від 2 червня 2004 року органом місцевого самоврядування є Ліснополянська сільрада.

## Населення
| 2002 | 2007 | 2010 |
| ---- | ---- | ---- |
| 140  | ↘125 | ↘102 |